# Wheatus
Wheatus er en amerikansk rock-gruppe fra Northport, New York. Bandet er primært kendt for singlen Teenage Dirtbag der udkom i 2000.

| Musikgruppe | Spire Denne artikel om en amerikansk musikgruppe er en spire som bør udbygges. Du er velkommen til at hjælpe Wikipedia ved at udvide den. |